# Schmiedetechnik Plettenberg
Koordinaten: 51° 11′ 46″ N, 7° 49′ 37,4″ O
Schmiedetechnik Plettenberg ist ein deutscher Autozulieferer aus Plettenberg im Sauerland, der verschiedene Schmiedeteile fertigt. Das Unternehmen hat nach eigenen Angaben einen Jahresumsatz von ca. 150 Mio. Euro und beschäftigt an 5 Standorten 600 Mitarbeiter (Stand 2020).
2015 hat das Unternehmen das Werk Witten der Metalsa Automotive übernommen.